# Lukas Forchhammer
Lukas Forchhammer (Ciudad Libre de Christiania, Copenhague, 18 de septiembre de 1988) es un cantante compositor y actor danés, vocalista y líder de la banda danesa Lukas Graham.

## Vida
Forchhammer creció en una comunidad anarquista en el centro de Copenhague llamada Ciudad libre de Christiania. Su padre Eugene Graham era irlandés, por lo que Lukas pasó la mitad de su infancia entre Donegal y Dublín. Su abuelo era de Wicklow. En 2012, Eugene fallece de un ataque al corazón a los 61 años. 
Cuando tenía 8 años, Forchhammer se unió al "Copenhagen Boys Choir" (Coro de Chicos de Copenhague).
Se fascinó por las raíces de su padre irlandés, la música tradicional del país, así como el hip-hop - "Dr. Dre 2001 cambió mi vida", dijo en una entrevista. Puesto que su padre era irlandés, Forchhammer pasó la mitad de su infancia en Irlanda (en Cork y Kilkenny), por lo que nunca se ha sentido danés debido a ser un expatriado. Su abuelo era de Wicklow (Irlanda).
Después de pasar seis meses en Buenos Aires, Forchhammer regresó a Christiania en 2010, donde se unió al equipo de redacción Future Animals Don Stefano, Young Thug, and Rissi Royall.
Tuvo una hija en 2016 con su actual pareja Marie-Louise Schwartz Petersen.

## Lukas Graham
Lukas Graham se formó en Dinamarca en 2011 y en un principio subían vídeos caseros de canciones como "Drunk in the Morning" y "Criminal Mind". Las canciones también fueron compartidos en Facebook y acumularon varios cientos de miles de reproducciones. La banda obtuvo un contrato con Copenhagen Records a finales de 2011.
En octubre de 2013, Lukas Graham ganó el premio European Border Breakers Award (EBBA) y entonces la banda firmó con Warner Bros. Records.
A principios de 2014, la banda pasó largos períodos de tiempo en Los Ángeles y grabando lo que sería su debut oficial de Estados Unidos. En marzo de 2014, el propio Graham contribuyó con su voz en el sencillo de Hedegaard, "Happy Home".
En 2015 sacó su gran éxito "7 Years".

## Discografía
- Lukas Graham (2019)
- Lukas Graham (Blue Album) (2015)
- Lukas Graham (The Purple Album) (2018)

## Filmografía
- Krummerne (1991)
- Krummerne 2 - Stakkels Krumme (1992)
- Krummerne 3 - Fars gode idé (1994)
- Krummerne - De bedste fraklip (1995)

## Televisión
- Krummernes Jul (1996)

## Actor de voz
- Toy Story 2 (1999) Andy (Versión en lengua danesa)
- La película de Tigger(2000) Christopher Robin
- Peter Pan – Regreso al país de Nunca Jamás (2001)
- La gran película de Piglet (2003) Christopher Robin
- The Lion King 3: Hakuna Matata (2003) Simba (child) (Versión en lengua danesa)
- Toy Story 3 (2010) Andy (Versión en lengua danesa)